# تيمضريون (واكليم)
تيمضريون هي إحدى مشيخات المملكة المغربية، تتبع جغرافيا لإقليم تنغير وإداريًا لواكليم. يقدر عدد سكانها بـ 1051 نسمة حسب الإحصاء الرسمي للسكان والسكنى لسنة 2004.